# Lothar Grüner
Lothar Grüner (* 20. Oktober 1951) ist ein ehemaliger deutscher Radrennfahrer.

## Sportliche Laufbahn
Grüner war in der DDR aktiv, er startete für den SC Dynamo Berlin. 1969 wurde er DDR-Meister in der Klasse Jugend A im Mannschaftszeitfahren. Sein erster bedeutender Erfolg war der Sieg im Eintagesrennen Berlin–Angermünde–Berlin 1972. 1973 wurde er nach einer Reihe vorderer Platzierungen in die Nationalmannschaft der DDR berufen. Er startete in der Internationalen Friedensfahrt und belegte den 20. Rang in der Gesamtwertung. Auch 1974 fuhr er im Nationalteam. Er bestritt die Polen-Rundfahrt und die Tour de Bohemia (41. Platz). Grüner gewann in jener Saison die 20. Austragung von Rund um Sebnitz vor Hans Ritter. Im Verlauf seiner sportlichen Karriere war er dank seiner Endschnelligkeit insbesondere in Kriterien erfolgreich.
1973 wurde er Dritter im Tribüne Bergpreis und 1975 im Saisonauftaktrennen Berlin–Bad Freienwalde–Berlin. In der DDR-Rundfahrt wurde Grüner 1971 41., 1972 23., 1975 46. im Endklassement. 1979 beendete er seine Laufbahn.